# مارگو مورادیان
مارگو (مارگاریت) گریگوری مورادیان (ارمنی: Մարգո (Մարգարիտ) Գրիգորի Մուրադյան؛ انگلیسی: Margo Muradyan؛ ۹ سپتامبر ۱۹۲۷ – ۲۸ آوریل ۲۰۱۶) یک بازیگر اهل ارمنستان بود. وی بین سال‌های - تا - میلادی فعالیت می‌کرد.

## زندگی‌نامه
وی در ۹ سپتامبر ۱۹۲۷ در آخالتسیخه به دنیا آمد و از آکادمی دولتی هنرهای زیبای ارمنستان فارغ‌التحصیل شد. وی همچنین برندهٔ جوایزی همچون هنرمند مردمی ارمنستان شوروی و مدال کارگر ممتاز شده است. وی در ۲۸ آوریل ۲۰۱۶ در سن ۸۸ سالگی در ایروان درگذشت.

## گزیده فیلمشناسی
از فیلم‌ها یا برنامه‌های تلویزیونی که وی در آن نقش داشته است می‌توان به آتش (۱۹۶۳)، تژوژیک، آرئویک اشاره کرد.